# XL народно събрание
Четиридесетото народно събрание е народното събрание, избрано на 25 юни 2005 г. Мандатът му приключва на 25 юни 2009 г.
Първото му заседание е на 11 юли и е открито от най-възрастния депутат – Коста Цонев от НДСВ (на 76 години).
В този период, на 1 януари 2007 г., България става член на Европейския съюз по договор сключен от правителството на Симеон Сакскобургготски (2001 – 2005). Този парламент остава в историята със създаването на т.нар. „Тройна коалиция“ и Правителството на Сергей Станишев и въвеждането на плосък данък от 10% върху доходите. Следващите парламентарни избори през 2009 г. са убедително спечелени от новата партия ГЕРБ с близо 40%.

## Парламентарно представени сили
При проведените на 25 юни 2005 г. редовни парламентарни избори управляващата дотогава партия НДСВ получава 19,88% от подадените гласове, което осигурява на партията 53 депутатски места в Народното събрание. Загубата на доверието на част от избирателите (не гласуват или гласуват с недействителни бюлетини 50% от тях) е резултат от нерешените проблеми на България – ниски и бавно нарастващи доходи, забавяне на съдебната и здравната реформа, наличие на организирана престъпност, реализиране на приватизационни сделки и концесии, които не отговарят на обществените очаквания и на международните норми за прозрачност. „Коалиция за България“ (с водеща партия БСП) печели най-много гласове на избиратели – 30,95% от общия брой, което ѝ отрежда 82 депутатски места. Движението за права и свободи (ДПС) получава по-голям брой депутатски места в сравнение с предишните парламентарни избори (12,81%, които съответстват на 34 народни представители).
В Народното събрание намират място представители на още четири партии и политически обединения – „Обединени демократични сили“ (ОДС), Национално обединение „АТАКА“, Демократи за силна България и „Български народен съюз“ (БНС)(БЗНС – Народен съюз, ВМРО и Съюз на свободните демократи). За първи път в най-новата история на България, в Народното събрание има такова голямо многообразие на политически намерения и идеи.
Разединението сред десните формации значително намалява влиянието им. ОДС печелят 20 депутатски места, ДСБ – 17, БНС – 13. Резултатите от участието в изборите на коалиция „Атака“ се приемат от политическите наблюдатели за най-голямата изненада. Новата политическа формация печели 21 депутатски места, получавайки 8,14% от гласовете. Коалицията се ползва с подкрепата на привърженици както на крайно леви, така и на крайно десни политически течения, разочаровани от партиите‚ управлявали страната през последните петнадесет години. Успехите на „АТАКА“ на парламентарните избори се обясняват с икономическите трудности през прехода, както и с умелото използване от нейните ръководители на проблемите по запазване на българските национални ценности, на етническата конфронтация, значителното участие на представители на ДПС във властта, участието на българските войски в Ирак и други.
| Партия / Коалиция                | Гласове   | Проценти | Мандати |
| -------------------------------- | --------- | -------- | ------- |
| Коалиция за България             | 1 129 196 | 30,95%   | 82      |
| Национално движение Симеон Втори | 725 314   | 19,88%   | 53      |
| Движение за права и свободи      | 467 400   | 12,81%   | 34      |
| Национално обединение АТАКА      | 296 848   | 8,14%    | 21      |
| Обединени демократични сили      | 280 313   | 7,68%    | 20      |
| Демократи за силна България      | 234 788   | 6,44%    | 17      |
| Български народен съюз           | 189 268   | 5,19%    | 13      |
| Общо:                            | 3 323 127 | 91,09%   | 240     |

### Парламентарни групи
В резултат от изборите, в парламента са образувани 7 парламентарни групи:
- Коалиция за България
- Национално движение Симеон Втори
- Движение за права и свободи
- Коалиция Атака
- Обединени демократични сили
- Демократи за силна България
- Български народен съюз

Две седмици след влизането си в парламента, трима депутати от Коалиция Атака – Христо Величков, Йордан Величков и Станчо Тодоров – стават независими, след като са отстранени от парламентарната група (при съставянето на правителството гласуват в подкрепа на Сергей Станишев за министър-председател). Друг влязъл от листата на коалицията – Петър Манолов – също е вече независим. Така парламентарната група на Коалиция Атака остава със 17 души.
В началото на 2009 г. е образувана нова парламентарна група – „Ред, законност и справедливост“.

## Ръководство
| Длъжност              | Народен представител | Парламентарна група |
| --------------------- | -------------------- | ------------------- |
| Председател           | Георги Пирински      | БСП                 |
| Заместник-председател | Любен Корнезов       | БСП                 |
| Заместник-председател | Камелия Касабова     | НДСВ                |
| Заместник-председател | Юнал Лютфи           | ДПС                 |
| Заместник-председател | Петър Берон          | Атака               |
| Заместник-председател | Надежда Михайлова    | ОДС                 |
| Заместник-председател | Екатерина Михайлова  | ДСБ                 |
| Заместник-председател | Анастасия Мозер      | БНС                 |

## Парламентарни комисии
- Комисия по икономическата политика
- Комисия по бюджет и финанси
- Комисия по правни въпроси
- Комисия по местно самоуправление, регионална политика и благоустройство
- Комисия по външна политика
- Комисия по отбраната
- Комисия по вътрешна сигурност и обществен ред
- Комисия по земеделието и горите
- Комисия по труда и социалната политика
- Комисия по образованието и науката
- Комисия по здравеопазването
- Комисия по въпросите на децата, младежта и спорта
- Комисия по околната среда и водите
- Комисия по енергетиката
- Комисия по културата
- Комисия по правата на човека и вероизповеданията
- Комисия по жалбите и петициите на гражданите
- Комисия по европейските въпроси
- Комисия по транспорт и съобщения
- Комисия по гражданското общество и медии
- Комисия по въпросите на държавната администрация
- Комисия по парламентарна етика
- Комисия за борба с корупцията
- Комисия по политиката при бедствия и аварии

## Дейност
При съставянето на това народно събрание, сочена за основна негова задача е бързото приемане на закони, съответстващи на правото на Европейския съюз, за чийто член България е приета през 2007 г.

### Трета промяна в Конституцията (2006)
През март 2006 г. е приета третата промяна в конституцията, главно свързана със съдебната власт и позволяваща депутатите да бъдат разследвани и съдени и за „престъпления от общ характер“, след разрешение от Народното събрание, а не само за тежки преестъпления, предвиждащи 5 години затвор, както е дотогава. Добавена е и възможност депутатите сами да могат да разрешат да бъдат разследвани без това да трябва да се гласува в парламента.

### Поправка „Ванко 1“ (2006)
Поправките в Наказателния кодекс от 2006 г., приети от парламента, впоследствие изненадващо се оказват причина за освобождаване от затвора на осъдения на втора инстанция на 12 години затвор за склоняване към проституция и очакващ присъда на последна инстанция Иван Главчев – Ванко 1. Впоследствие поправката, засягаща рапъра сводник, е кръстена от медиите „Поправката Ванко 1“.

### Други решения
На 18 септември 2008 г. събранието приема решение за одобряване на Пражката декларация, която определя нацистките и комунистическите тоталитарни режими, като най-голямото зло на 20 век. Проектът за решението е внесен от представители на ОДС и ДСБ. При гласуването декларацията е подкрепена от 106 депутати, 60 от Коалиция за България гласуват против, а 5 – въздържали се.